# Der Golem (Oper)
Der Golem ist ein Musikdrama in drei Akten von Eugen d’Albert. Das Libretto verfasste Ferdinand Lion nach einem Drama von Arthur Holitscher. Die Uraufführung der Oper war am 14. November 1926 am Opernhaus Frankfurt. Es sangen Elisabeth Kandt (Lea), Julius vom Scheidt (Rabbi) und Jean Stern (Golem), Dirigent war Clemens Krauss, Regie führte Lothar Wallerstein.

## Handlung

### Erster Akt
Rabbi Loew hat den Stein – den Golem – wiedergefunden und ausgegraben. Dieser Golem, der von den Hebräern beim Auszug aus Ägypten einst begraben wurde, kann durch magische Praktiken belebt werden. Der Rabbi hat gemeinsam mit seinem Jünger den Stein in sein Haus geschafft. Nachdem Lea, Loews Adoptivtochter, weggeschickt wurde, beginnt die Prozedur der Erweckung des Golem.
Der Rabbi wird in seinem Tun unterbrochen durch den unerwarteten Besuch Kaiser Rudolfs II., in dessen Begleitung sich auch der Astronom Tycho Brahe befindet. Der Monarch erhofft sich, beim Rabbi Antworten auf die letzten Fragen zu erhalten. Auf seinen Wunsch hin beschwört der Rabbi – mittels einer Laterna magica – eine Vision herauf: die Begegnung König Salomons und der Königin von Saba. Der Herrscher erkennt freilich nicht den verborgenen Sinn dieser Vision und bricht, ohne von seiner Schwermut geheilt zu sein, wieder auf.
Loew kann jetzt sein Werk vollenden: Der Golem wird wieder zum Leben erweckt. Rabbi Loew jedoch, weit davon entfernt, die geistige Botschaft zur Geltung zu bringen, die jener repräsentiert, will aus ihm lediglich seinen Famulus machen.
Als Lohn für seine Hilfe bei der Erweckung des Golem bittet der Jünger um die Hand von Lea, welche er nie zuvor gesehen hat. Der Rabbi willigt ein, warnt aber den Jünger: Lea, ein Findelkind, sei vielleicht keine Jüdin, sie sei zugleich Kind-Frau und Über-Frau, gleichzeitig zutiefst mit ihrer Umgebung verwachsen und doch der Welt der Menschen entrückt. Der Rabbi stellt seine Tochter dem Jünger vor. Lea macht sich über den jungen Mann lustig. Ihre Aufmerksamkeit wird dann von jener seltsamen Kreatur gefesselt, die ihr Vater ihr gegenüber als einen stummen Diener ausgibt.
Rabbi Loew und der Jünger verlassen das Haus. Lea, die sich dem Bann des Golem nicht entziehen kann, bemüht sich, diesem die Sprache beizubringen. Tatsächlich gelingt ihr dies, doch flüchtet sich der Golem, der darunter leidet, Mensch zu werden, in die Eintönigkeit seiner Arbeit.

### Zweiter Akt
Zur Zeit des Laubhüttenfestes beklagt der Rabbi das Schweigen Gottes angesichts der Ratlosigkeit der Gemeinde. Er begibt sich in die Synagoge und lässt Lea und den Golem, der die Sprache der Menschen vergessen zu haben scheint, allein. Der Jünger macht Lea den Hof, indem er ihr den Reiz eines ruhigen und gottesfürchtigen Ehelebens in verlockenden Farben ausmalt. Aber Lea, nach wie vor von dem Golem fasziniert, erreicht, dass ihr der Jünger im Austausch gegen einen Kuss die Identität des Golem enthüllt, und bemüht sich dann eifrigst, den Jünger fortzuschicken.
Beim Anblick dieser Szene erwacht im Golem die tierische Begierde. Er, ganz Körper, fühlt sich von Lea, ganz Geist, genauso angezogen wie sie sich von ihm. Doch seine unbeholfenen Annäherungsversuche drohen zur Vergewaltigung, ja zum Mord zu werden. In ihrem Schrecken erleidet die fallsüchtige Lea einen epileptischen Anfall. Der Golem, den ihre Reglosigkeit an seine eigene Leblosigkeit erinnert, als er im Boden ruhte, empfindet Mitleid für Lea. Dieses Mitfühlen verleiht ihm Seele. Aus der Maschine wird Tier, dann Mensch. Er verwandelt sich ganz so wie Lea, als sie wieder zu Bewusstsein kommt. Sie bilden nun nur noch ein Wesen in Symbiose: Zwischen Lea, der sich sinnbildlich das deutsche Schicksal verbindet, und dem Golem, der Projektion des jüdischen Volkes, hat eine Verschmelzung stattgefunden.
Eine Gruppe aus Spanien vertriebener Juden, die Rabbi Loew zu sehen wünschen, wird von dem Golem empfangen, dem Lea geheißen hat, die Kleider ihres Vaters anzulegen: der falsche Führer der Gemeinde gebietet ihnen, sich in ihrem neuen Refugium niederzulassen, wo er sie beschützen wird und wo ihr Exil ein Ende haben soll.
Als der Rabbi zurückkehrt, bemerkt er, dass sich Lea und der Golem verwandelt haben. Er führt Lea mit sich fort und befiehlt dem Golem, in seine ursprüngliche Knechtschaft zurückzukehren. Der Golem lehnt sich gegen diese Gefühllosigkeit auf und droht der Stadt Prag mit Zerstörung.

### Dritter Akt
Der Rabbi ist aus Prag geflohen und hat Lea in das Observatorium Tycho Brahes verschleppt. Doch seine verängstigte Gemeinde strömt ebenfalls diesem Orte entgegen und sammelt sich um ihn, während man in der Ferne das verwüstete Ghetto den Flammen zum Opfer fallen sieht. Mütter und Greise ergeben sich dem Schrecken, die Mädchen der Resignation, die jungen Männer des Ghettos bereiten sich vor, gegen das Ungeheuerliche zu kämpfen.
Um jene zu retten, die sie einst als Fremde aufgenommen haben, lockt Lea den Golem durch ihren Gesang an und opfert damit ihn und sich selbst. Die beiden aufs Neue vereinten Wesen vergessen die Welt um sich her. Der Rabbi zelebriert das Bündnis der beiden Wesenheiten. Ihre Verschmelzung ist tödlich, für den Golem wie auch für Lea. Als das Volk den Golem, diesen Boten, der die Erinnerung an Verfolgung und Heimatlosigkeit wachgerufen hat, steinigen will, greift der Rabbi ein: Der Golem war der Wächter, der ihnen die Bedingungen des Menschseins – das Exil – ins Gedächtnis zurückgerufen hat. Der Rabbi gibt den Golem der Trägheit der Materie zurück, während das Volk seinem Schicksal entgegengeht.

## Tonträger
2010 veröffentlichte das Label Dabringhaus und Grimm eine Liveaufnahme der Oper mit den Sängern Mark Morouse (Golem), Alfred Reiter (Rabbi Loew), Ingeborg Greiner (Lea), dem Chor des Theaters Bonn und dem Beethoven Orchester Bonn unter der Leitung von Stefan Blunier.